# Horace Bénédict de Saussure
Pour les articles homonymes, voir Saussure.
Horace Bénédict de Saussure est un physicien, géologue et naturaliste genevois, né le 17 février 1740 à Conches, dans la commune de Chêne-Bougeries, près de Genève, où il est mort le 22 janvier 1799. Il est aussi considéré comme l'un des fondateurs de l’alpinisme. Ses recherches eurent notamment pour cadre les Alpes, et plus particulièrement le massif du Mont-Blanc.

## Biographie

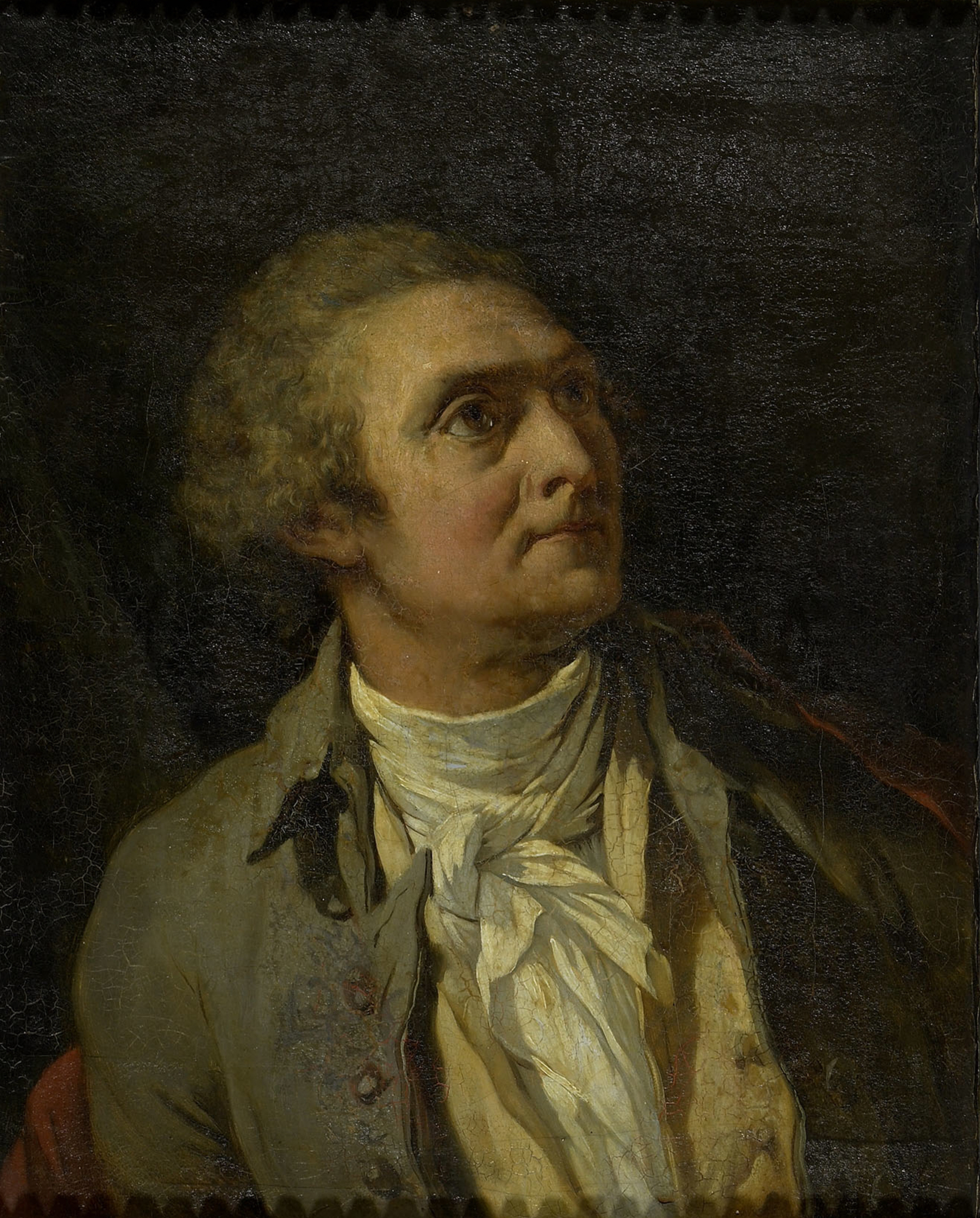
Portrait par Saint-Ours.

Horace Bénédict de Saussure est né le 17 février 1740 à Conches. Il est issu d'une branche de la famille de Saussure, installée en Suisse depuis le XVIe siècle.
Après avoir fréquenté le collège et l'académie de sa ville natale, il termine ses études avec une thèse sur la chaleur (1759), un sujet qui devait continuer à le passionner de loin en loin et aboutir un jour à la mise au point d'un véritable capteur solaire.
Les études terminées, sa vocation scientifique s'affirme sous l'influence de son oncle maternel Charles Bonnet et du grand physiologiste et naturaliste bernois Albrecht von Haller, qu'il rencontre dès 1758. Passionné par l'altitude, Saussure se rend une première fois à Chamonix en 1760 pour admirer le mont Blanc. Rêvant d'en atteindre le sommet, il promet une prime à celui qui en montrera un jour le chemin. En attendant, ses premiers travaux concernent la botanique et la microscopie, puis la glaciologie.
En 1762 à 22 ans, il est nommé professeur de philosophie à l'académie de Genève, une position qu'il conserve pendant vingt-quatre ans.
Au cours de plusieurs voyages autour du mont Blanc, il élabore un ambitieux programme de recherches géographiques, qui englobe des observations géologiques, minéralogiques, physiques, météorologiques, hydrographiques et naturalistes. En 1773, un voyage en Italie, entrepris pour rétablir sa santé, lui permet d'étendre ses observations aux Apennins et aux volcans d'Italie. Plus tard, d'autres voyages seront faits, en Auvergne, pour en examiner les volcans éteints et les basaltes.

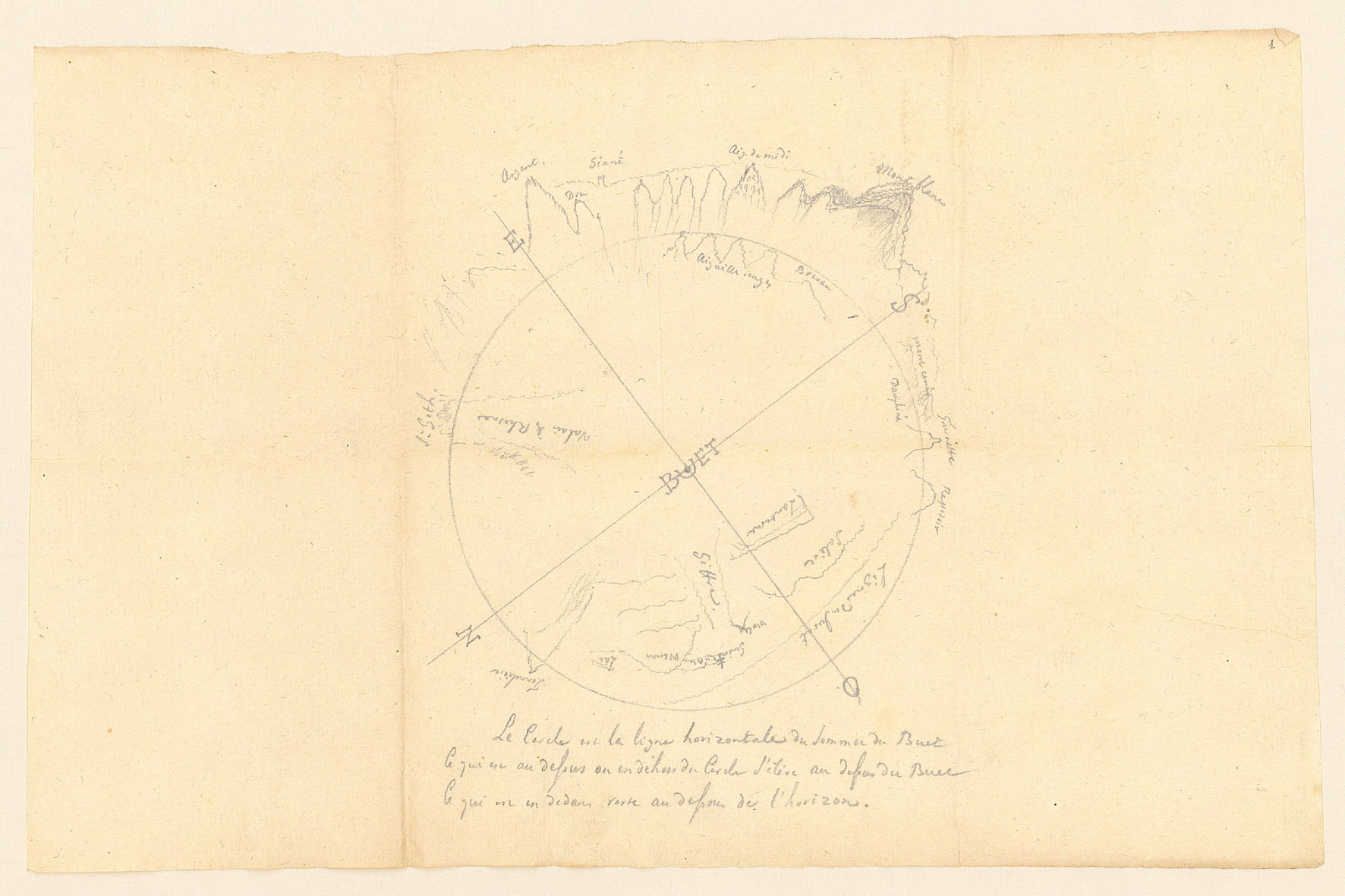
Horace Bénédict Saussure, Esquisse du panorama circulaire depuis le sommet du Buet, 8 septembre 1776.

La publication en 1779 du premier volume de ses Voyages dans les Alpes est une sorte d'acte de naissance de la géologie alpine. Celle-ci est établie sur l'observation systématique et minutieuse des roches et des minéraux ainsi que sur la contemplation de la structure des Alpes à partir de belvédères de plus en plus élevés : le Salève, le Brévent, le Buet, le Crammont et finalement le mont Blanc (3 août 1787) au cours d'une expédition faisant appel à 18 guides de montagne et Jacques Balmat, chef d'expédition. Mais, avant même Saussure, l'ascension du toit des Alpes est réalisée le 8 août 1786 par le guide Balmat et le docteur Michel Paccard de Chamonix. Les premières tentatives effectuées par Saussure avec le guide de Courmayeur Jean-Laurent Jordaney ont en effet échoué.
Dans le domaine de la physique, Saussure s'illustre par la publication des Essais sur l'hygrométrie (1783), une étude empirique des phénomènes atmosphériques, en particulier des précipitations, menée à l'aide d'un instrument de son invention : l'hygromètre à cheveu.
En 1786, le second volume de Voyages dans les Alpes apporte, à travers l'examen des poudingues de Vallorcine, la démonstration de l'existence de l'orogenèse alpine, un principe qui contredit l'une des thèses fondamentales du dogme neptuniste, alors dominant.

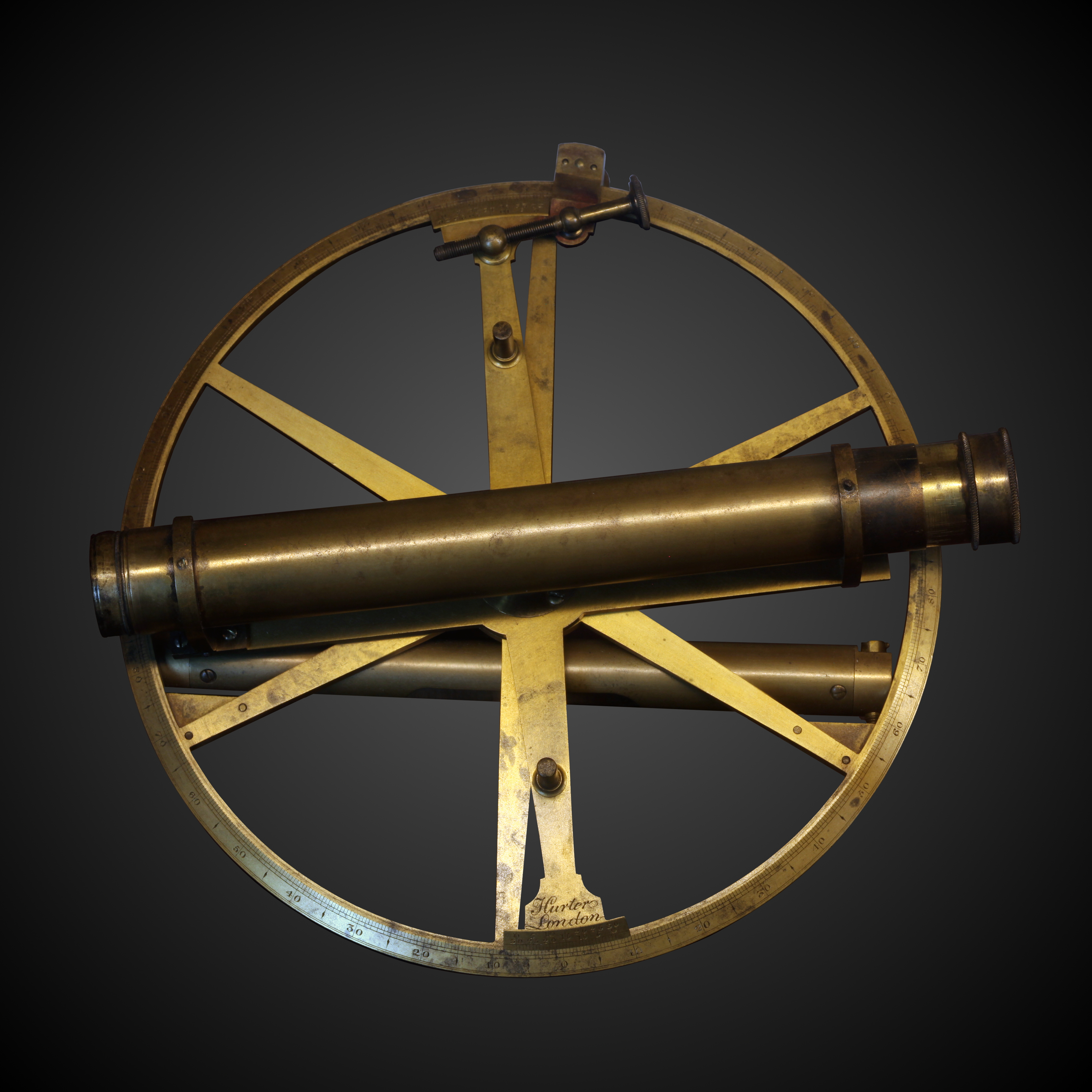
Cercle de répétition de Saussure, exposé au Musée d'histoire des sciences de la Ville de Genève.

Ayant démissionné de son poste de professeur, Saussure peut consacrer d'autant plus d'énergie à ses recherches, qui accordent une place croissante à la mesure des températures (terrestres, lacustres et maritimes), à la mesure de l'humidité et de l'électricité atmosphériques, à l'évaporation et la formation des nuages, ainsi qu'à l'étude de tous les paramètres qui varient en fonction de l'altitude. Le résultat de ces recherches est consigné dans les volumes 3 et 4 des Voyages dans les Alpes (1796).
Citoyen engagé, Saussure propose tour à tour un Projet de réforme pour le collège de Genève (1774), la fondation d'une Société pour l'encouragement des arts et de l'agriculture (1776) et un projet de loi pour l'éducation nationale (1793). Seule la Société des arts est un succès. Victime d'attaques de paralysie à partir de 1794, Saussure voit ses dernières années obscurcies par la maladie. Il retourne vivre dans la maison de campagne de Conches, où il meurt le 22 janvier 1799. Il est inhumé au cimetière des Rois à Genève.
Il est le père d'Albertine Necker de Saussure, nièce du banquier Jacques Necker par son mariage, et de Nicolas Théodore de Saussure, chimiste et physiologiste végétal. Le linguiste Ferdinand de Saussure est l'arrière-petit-fils d'Horace Bénédict. Cette famille de Saussure  a compté de nombreux membres illustres.

## Œuvre

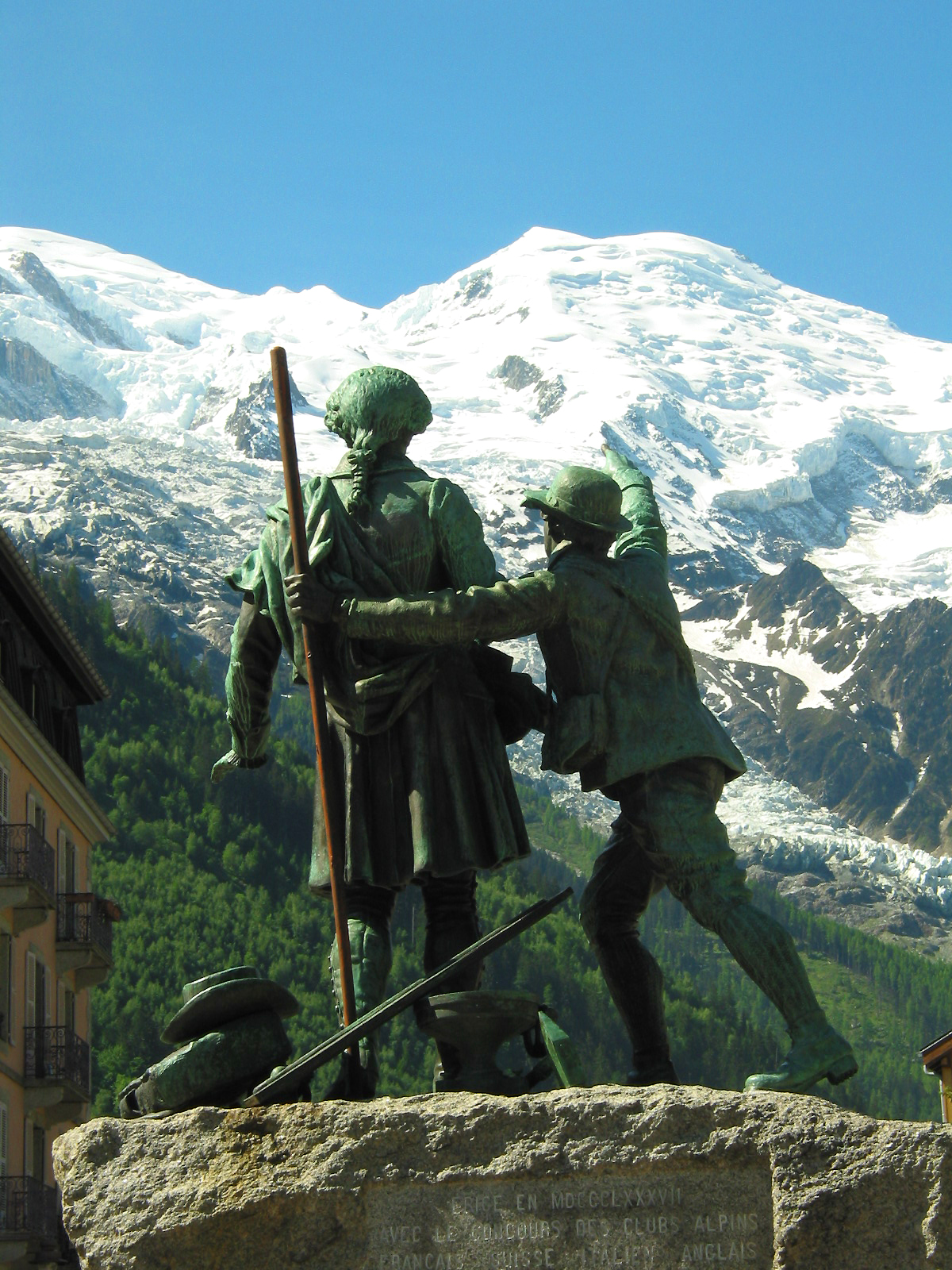
Chamonix-Mont-Blanc, statue du guide Jacques Balmat indiquant le sommet du mont Blanc à Saussure.

C'est l'intérêt de Saussure pour la botanique (spécifiquement la flore alpine) qui l'amène à entreprendre dès 1758 ses tout premiers voyages dans les Alpes. Ses travaux ne cessent de s'enrichir par la suite de nouvelles dimensions : comme de nombreux savants du XVIIIe siècle caractérisés par leur éclectisme, il étudie la glaciologie, l'hydrologie, la géologie des Alpes (l'étude de la chaîne alpine le conduit à remettre en question la vision statique du neptunisme), la minéralogie et la pétrologie expérimentale, la physique de l'atmosphère, la météorologie et la climatologie, la spéléogenèse, l'ethnographie, et même la physiologie. La plupart de ses résultats sont consignés dans ses Voyages dans les Alpes (1779-1796, 4 vol.) et dans ses Essais sur l'hygrométrie (1783). La théorie de la Terre qui devait faire la synthèse de ses observations, est insérée dans son Agenda à la fin du quatrième volume des Voyages, 22 chapitres qui constituent une sorte de testament programmatique et méthodologique du savant,.

### Alpinisme
En 1774, Saussure escalade le Grammont ; en 1778, il explore le glacier de Valsorey, près du col du Grand-Saint-Bernard. En 1780, il monte la roche Michel, au-dessus du col du Mont-Cenis. Il participe aussi à plusieurs tentatives pour atteindre le mont Blanc, notamment avec Marc Théodore Bourrit par l'itinéraire de l'aiguille du Goûter.
Le 8 août 1786, deux Chamoniards, Jacques Balmat et le docteur Michel Paccard, en passant par les Grands Mulets, parviennent enfin au sommet. Le 3 août 1787, accompagné de son valet de chambre et de dix-huit guides dont Balmat, Saussure se fait conduire à son tour au sommet, où il fait monter une tente avant de procéder au calcul de l'altitude : il trouve comme altitude 2 450 toises, soit 4 775 mètres, au lieu des 4 806 actuels ; l'erreur est infime pour l'époque.
À l'occasion de cette ascension, il effectue aussi de nombreuses autres mesures, dont celle du point d'ébullition de l'eau en altitude. Il découvre qu'au sommet du mont Blanc, l'eau bout « à 68,993 degrés Réaumur », soit 86,24 °C.
En 1788, il passe dix-sept jours à faire des observations sur la crête du col du Géant. En 1789, il visite le Pizzo Bianco (près de Macugnaga) et traverse pour la première fois le col de Saint-Théodule à Zermatt. Faisant des observations, il explore le mont de Saint-Théodule (Theodulhorn en allemand).
Ses publications ont attiré l'attention des touristes dans les régions de Chamonix et de Zermatt.

### Physique du feu (1759)
En 1759, Saussure soutient sa thèse de doctorat intitulée Dissertatio physica de igne, où il se réfère à un ensemble de théories et d'expériences sur la chaleur, en se référant notamment à Boerhaave. Il y démontre, entre autres, que plus les corps sont foncés, plus ils absorbent la chaleur. Il utilisera plus tard cette propriété dans la confection de son « héliothermomètre ».

### Héliothermomètre: l'ancêtre du capteur solaire (1774)
Horace Bénédict de Saussure met au point un instrument de mesure lui permettant d'étudier les effets calorifiques des rayons du soleil, qu'il nomme « héliothermomètre », et qui ressemble beaucoup aux capteurs solaires modernes. Il pense même aux possibilités d'applications au domaine de la maison, avec l'usage de fenêtres à double châssis. Cette invention ne nous est pas parvenue. Mais grâce à la description très précise que Saussure en a fait, on peut très facilement reconstituer son schéma. Voici une description faite par l'inventeur :

« Je fis donc faire une caisse en sapin d'un pied de longueur sur 9 pouces de largeur et de profondeur hors d'œuvre ; cette caisse de demi-pouce d'épaisseur étoit doublée intérieurement d'un liège noir épais d'un pouce. J'avois choisi cette écorce comme une matière légère et en même temps très coërcente ou très peu perméable à la chaleur. Trois glaces entrant à coulisse dans l'épaisseur du liège placées à un pouce et demi de distance l'une de l'autre fermoient cette boîte qu'après avoir traversé ces trois glaces.
Pour que le Soleil frappât toujours perpendiculairement ces glaces, qu'il fît par cela même la plus grande impression sur elles, et souffrît le moins de réflexion possible, j'avois soin dans mes expériences de faire suivre à ma caisse le mouvement du Soleil, en la retournant régulièrement toutes les 20 minutes, en sorte que le Soleil éclairât exactement la totalité du fond de la caisse. La plus grande chaleur que j'ai obtenue par ce moyen a été de 87,7, c'est-à-dire de près de 8 degrés au-dessus de la chaleur de l'eau bouillante. »

### Observation des plis du Nant d'Arpenaz (1774)
En 1774, Saussure observe des plis géologiques très marqués de part et d'autre de la cascade du Nant d'Arpenaz, située dans la vallée de l'Arve, entre Saint-Martin et Magland. Il interprète ces couches plissées comme des « couches circulaires », des couches arquées ou des couches en forme de 8, par opposition aux couches horizontales et aux couches verticales. Il publie son observation dans le premier volume de ses Voyages dans les Alpes (1779). Ces couches sont pour lui la preuve que des bouleversements sont intervenus dans un temps où les formations en question étaient encore molles et parfaitement flexibles. Plus tard, il interprète la forme de ces couches comme étant le produit d'une cristallisation. Quelques années plus tard (1780 et 1784), en observant des couches redressées à Alby-sur-Chéran, près d'Annecy, Saussure conclut à l'existence de « refoulements » en sens contraires, qui ont brisé et redressé des couches originairement horizontales.

### Examen des poudingues de Vallorcine (1776, 1784)
En 1776, Saussure observe près de Vallorcine une formation de schiste gris contenant des cailloux de différentes grosseurs allant du grain de sable à la taille d'une tête. Il lui apparaît évident que cette couche n'a pu se former dans la position verticale où elle s'observe, sans quoi les cailloux de différentes grosseur seraient tombés. Il y voit donc la preuve qu'il y a eu dans les Alpes un redressement de couches originellement horizontales, autrement dit orogenèse. Saussure réexamine cette formation avec soin en 1784 et publie ses observations dans le second volume de ses Voyages dans les Alpes (chapitre XX, 1786). Elle devient par la suite un classique de la géologie alpine.

### Vue circulaire du Buet (1779)
En 1773, Saussure gravit l'Etna, à 3 350 m d'altitude, où il découvre tout le potentiel d'observation synthétique des phénomènes géologiques et physiques que présentent les panoramas élevés. De retour dans les Alpes, il gravit le mont Buet (1776), qui lui offre une vue circulaire sur les Alpes environnantes, et en particulier sur le massif du Mont-Blanc, qu'il représente par le dessin comme un véritable écorché anatomique sur la structure intérieure du massif (Voyages dans les Alpes, t. I, pl. VIII). En 1778, il effectue une observation semblable depuis le sommet du Crammont, qu'il décrit de la façon suivante :

« Je voyais cette chaîne [du Mont-Blanc] composée de feuillets que l'on pouvait considérer comme des couches ; je voyais ces couches verticales dans le centre de cette chaîne, et celles des secondaires, presque verticales dans le point de leur contact avec elles, le devenir moins à de plus grandes distances, et s'approcher peu à peu de la situation horizontale à mesure qu'elles s'éloignaient de leur point d'appui. Je voyais ainsi les nuances entre les primitives et les secondaires, que j'avais déjà observées dans la matière dont elles sont composées, s'étendre aussi à la forme et à la situation de leurs couches, puisque toutes les sommités secondaires que j'avais là sous mes yeux se terminaient en lames pyramidales aiguës et tranchantes, tout comme le Mont-Blanc et les montagnes primitives de sa chaîne. »

### L'hygromètre à cheveu (1778-1782) et autres inventions
L'hygromètre à cheveu permet de mesurer l'humidité de l'air. Il s'utilise avec un cheveu tendu par un fil et attaché au pourtour d'un cylindre avec une aiguille au bout pour voir le tracé. Si le cheveu rétrécit, cela signifie que l'air dans lequel se trouve le cheveu est peu humide. S'il s'allonge, alors l'humidité de l'air est plus grande. Mais avant de subir une telle préparation, le cheveu doit être choisi avec soin : « Les cheveux destinés à former des hygromètres doivent être fins, doux, non crêpés, la couleur est indifférente ; il m'a cependant paru qu'en général les blonds réussissent mieux que les noirs ; mais ce qui est essentiel, c'est qu'ils aient été coupés sur une tête vivante et saine. » Il est entre autres inutile que les cheveux aient plus d'un pied de longueur et il est même rare qu'on en emploie d'aussi longs.
Outre l'hygromètre, il a également conçu le cyanomètre (pour déterminer l'intensité de la couleur bleue du ciel), le diaphanomètre (transparence à diverses hauteurs), l'électromètre « à pailles et à pointe », un anémomètre (mesure de la vitesse du vent) et un eudiomètre (analyse volumétrique d'un mélange gazeux).

### Expériences dans une montgolfière (1784)
Passionné par l'invention des frères Montgolfier, Horace Bénédict de Saussure fait un don pour permettre le financement de leurs travaux. Il explique que c'est grâce à la faible densité de l'air chaud que la montgolfière peut monter. Il se rend à Lyon, où les frères Montgolfier ont construit un nouveau ballon, le Flesselles. Il y fait des expériences qui le pousseront à entrer dans un ballon pendant son gonflage.
Voici un extrait d'une lettre que Saussure envoie à Barthélemy Faujas de Saint-Fond, dans laquelle il lui fait part des impressions ressenties dans le ballon :

« Après avoir vu du dehors cette énorme Machine, se gonfler par l'action du feu, je fus curieux de voir cette même opération dans l'intérieur du Ballon ; […]
Si je souffris un peu de la chaleur dans cette opération, j'en fus bien dédommagé par le spectacle de la création, presque instantanée, de cette immense coupole qui, vue de l'intérieur, éclairée par la flamme vive et brillante du feu qui la développe, présente le spectacle le plus singulier et le plus imposant. Mais je désirais bien plus vivement encore de connaître la chaleur qui régnait au haut du Ballon. Si, comme je le crois, la chaleur est la cause de l'ascension des Ballons cette chaleur doit être considérable dans toute la capacité intérieure ; mais M. Pilâtre, qui s'imagine que c'est un gaz particulier plus léger que l'air qui se dégage, ou se crée pendant la combustion, ne pensoit point qu'elle fût aussi grande ; j'avançai en sa présence que la chaleur de l'air, au haut de ce Ballon, passerait au moins 60 degrés. Il soutint le contraire ; nous pariâmes, et le père le Fèvre eut l'idée ingénieuse de couper des thermomètres à différents degrés, imaginant que, si la chaleur allait au-delà du degré où ils auraient été coupés, il se perdrait une partie du mercure, et qu'ensuite, après leur refroidissement, on connaîtrait, par le déficient du mercure, le degré de la chaleur qu'ils auraient éprouvée. L'expérience réussit très bien, les thermomètres furent hissés au sommet de la Machine, on les examina ensuite après son affaissement, ils avoient tous perdu du mercure, et le père le Fèvre jugea que la chaleur était allée au-delà de 160 degrés.
Expérience faite à Lyon, le 19 janvier 1784, sous la direction de M. de Montgolfier l'aîné, avec une Aérostate de cent deux pieds de diamètre, sur cent vingt-six de hauteur.
Troisième voyage aérien.
Projet de l'Expérience.
L'on n'avait pas encore essayé d'enlever des êtres animés avec des machines « aérostatiques », l'expérience de Versailles du 19 septembre 1783 n'était pas encore faite, lorsque M. de Montgolfier l'aîné, qui se trouvait à Lyon, fut prié de se mettre à la tête d'une souscription, dont les fonds, qui ne devaient pas excéder quatre mille quatre cents livres, seraient destinés à construire une Machine propre à enlever un grand poids, et à laquelle l'on suspendrait un cheval ou tout autre animal. Comme il n'était point question de faire porter des hommes à cette « aérostate », l'on s'occupa beaucoup plus des moyens économiques. »

— Horace Bénédict de Saussure, Description des expériences de la machine aérostatique de MM. Montgolfier

### Vision du Crammont (1786)
En 1786, Saussure livre à ses lecteurs une première vision, très abrégée, de son système géologique, inspirée par les observations panoramiques effectuées au sommet de l'Etna (1773) et surtout au sommet du mont Buet (1776) et au sommet du Crammont (au sud-est du mont Blanc) (1778). Cette vision est rapportée ainsi :

« Retraçant alors dans ma tête la suite des grandes révolutions qu'a subies notre globe, je vis la mer, couvrant jadis toute la surface du Globe, former par des dépôts et des cristallisations successives, d'abord les montagnes primitives, puis les secondaires; je vis ces matières s'arranger horizontalement par couches concentriques, et ensuite le feu, ou d'autres fluides élastiques renfermés dans l'intérieur du Globe, soulever et rompre cette écorce, tandis que ses parties extérieures ou secondaires demeuraient appuyées contre les couches intérieures. Je vis ensuite les eaux se précipiter dans les gouffres crevés et vidés par l'explosion des fluides élastiques ; et ces eaux, en courant à ces gouffres, entraîner à distance ces blocs énormes que nous trouvons épars dans nos plaines. »

### Mesure du point d'ébullition de l'eau en altitude (3 août 1787)
En octobre 1739, L. G. Monnier et Jacques Cassini (fils de Giovanni Cassini, découvreur de la division de Cassini dans les anneaux de Saturne) avaient déjà fait bouillir de l'eau au sommet du Canigou, dans les Pyrénées, et avaient observé que la baisse de la température d'ébullition était assez considérable puisque cette baisse atteignait 7,18 degrés Réaumur, soit 8,98 °C.

« Une des expériences que j'avois le plus à cœur de tenter sur la cime du Mont-Blanc, c'est le degré de chaleur de l'eau bouillante. On sait quelle peine se donna M. De Luc pour atteindre la cime du Buet, dans le but unique d'y faire cette expérience ; & jamais depuis lors elle n'avoit été tentée à une plus grande hauteur. Or, le Mont-Blanc étant élevé de plus d'une moitié en sus, il étoit bien intéressant de voir si la formule de M. De Luc s'y vérifieroit encore.

J'avois pour cela fait construire, par M. Paul, un appareil très soigné, avec un thermometre armé d'un micrometre, par le moyen duquel je pouvois distinguer jusques à une [sic] millième de degré. Et comme M. De Luc avoit éprouvé tant de difficulté à faire brûler du charbon sur le Buet à cause de la rareté de l'air ; j'avois lieu de craindre de ne pouvoir point y réussir du tout sur la cime du Mont-Blanc. Pour écarter cet obstacle, j'avois fait faire une lampe à esprit-de-vin, sur les principes de celles de M. Argand, & d'un grand diametre, avec une cheminée de toile, au-dessus de laquelle s'adaptoit la bouilloire où se faisait l'expérience. Je m'assurai à plusieurs reprises que mon thermometre montoit exactement à 80 degrés [100 °C] dans l'eau que je faisois bouillir dans cette bouilloire, quand le barometre étoit à 27 pouces [73,089 cm]. Je portai ensuite cet appareil au bord de la mer, le 22 avril 1787, & là, le barometre étant à 28 pouces, 7 lignes, & 82 160e de ligne [77,49 cm] ; l'eau bouillante prit une chaleur de 81°,299 [101,62°]. Enfin, sur la cime du Mont-Blanc, le barometre étant à 16 pouces, 0 lignes, et 144 160e de ligne [43,51 cm] ; la chaleur de l'eau bouillante ne fut que de 68°,993 [86,24 °C] ; ce qui fait une différence de 12°,306 [15,38 °C]. Or suivant la formule de M. De Luc, cette différence auroit dû être de 12°,405 [15,50 °C]. Cet écart, qui est à peine d'une [sic] dixieme de degré, sur une différence de 12 pouces, 6 lignes [33,84 cm] dans les hauteurs du barometre, prouve que la formule de M. De Luc est aussi exacte qu'il soit possible de le desirer.

L'esprit-de-vin brûla très bien, mais il fallut une demi-heure pour faire bouillir l'eau, tandis qu'au bord de la mer il ne falloit que 12 ou 13 minutes, quoique la chaleur dût y être de 12 degrés plus grande. A Geneve, il faut 15 ou 16 minutes. »

— Horace Bénédict de Saussure, Voyages dans les Alpes, précédés d'un essai sur l'histoire naturelle des environs de Genève

## Publications

### Liste partielle
- Dissertatio physica de igne, Genève, 1759.
- Observations sur l'écorce des feuilles et des pétales de plantes, Genève, 1762. [lire en ligne]
- Exposition abrégée de l'utilité des conducteurs électriques, Genève, 1771. [lire en ligne]
- Projet de réforme pour le collège de Genève, Genève, 1774.
- Éclaircissements sur le projet de réforme pour le collège de Genève, Genève, 1774.
- Voyages dans les Alpes, précédés d'un essai sur l'histoire naturelle des environs de Genève, t. 1 et second, Neuchâtel, Samuel Fauche, 1779-1786[14]. Les deux premiers volumes ont été traduits en allemand par Jacob Samuel Wyttenbach.
- Essais sur l'hygrométrie, Neuchâtel, 1783. Traduit en allemand par Johann Daniel Titius. [lire en ligne]
- Barthélemy Faujas de Saint-Fond, « Lettre de M. de Saussure, à M. Faujas de Saint-Fond », dans Première suite de la description des expériences aérostatiques de MM. de Montgolfier, t. 2, Paris, Cuchet, 1784, p. 112–127.
- « Lettre de M. de Saussure à M. l'Abbé J. A. Mongez le jeune sur l'usage du chalumeau », Journal de Physique, 26, 1785, p. 409-415.
- Défense de l'hygromètre à cheveu, pour servir de suite aux Essais sur l'hygrométrie, Genève et Paris, 1788.
- « Nouvelles recherches sur l'usage du chalumeau », Journal de Physique, 45 (ns t. 2), 1794 (publ. 1798), p. 3-44.
- Voyages dans les Alpes, t. 3 et 4, Neuchâtel, Fauche-Borel, 1796[14].

- Douglas William Freshfield, Horace-Bénédict de Saussure, 1989, p. 417[c].

### Liste post-parthum
- René Sigrist (éd.), H.-B. de Saussure (1740-1799). Un regard sur la Terre, Genève, Georg, 2001, p. 529-533.
- Pour l'amour de... Le Mont Blanc, collection "Pour l'amour de...", Éditions Magellan & Cie, 2021,  (ISBN 978-2-35074-605-0)

## Hommages
- En 1864, on a donné le nom de rue de Saussure à une voie du 17e arrondissement de Paris.
- En 1907, la compagnie du tramway du Mont-Blanc (TMB) reçoit deux locomotives pour l'exploitation de la ligne « Le Fayet-Saint-Gervais ». La no 2 est alors baptisée « Horace Bénédict de Saussure — le 2 août 1787 » en l'honneur du géologue. Retirée du service en 1955, elle est rachetée par un particulier d'Évires en 1970.
- En 1935, l'Union astronomique internationale a donné le nom de Saussure à un cratère lunaire.
- En 1978, le collège de Saussure localisé au Petit-Lancy, près de Genève, est nommé en son honneur.
- Le lycée privé de Combloux (en Haute-Savoie) est également placé sous son patronage.
- En 2006, le Festival du film de montagne et d'exploration, dédié à Horace-Bénédict de Saussure, est créé à Saulxures-lès-Nancy.
- Dans la septième série de billets de banque suisses, le billet de 20 francs est à l'effigie d'Horace Bénédict de Saussure ; il est remplacé dans la série suivante par un billet en hommage à Honegger.